# Barilius bakeri
Barilius bakeri es una especie de peces de la familia de los Cyprinidae en el orden de los Cypriniformes.

## Morfología
Los machos pueden llegar alcanzar los 15 cm de longitud total.

## Hábitat
Es un pez de agua dulce.

## Distribución geográfica
Se encuentra en Kerala (India ).

## Observaciones
Es inofensivo para los humanos.